# پوکا موراس (آنداگوآ-چیلکایمارکا)
پوکا موراس (به اسپانیایی: Puca Mauras) یک کوه در پرو است که در Peru, Arequipa Region واقع شده‌است. پوکا موراس ۴٬۲۶۲ متر بالاتر از سطح دریا واقع شده‌است.